# 山田快進堂
 株式会社 山田快進堂 （やまだかいしんどう）は、岡山県玉野市に本社を置く、書店である。「山田快進堂」、「本の森セルバ」を展開する。

## 沿革
- 1889年（明治22年）7月1日 - 児島郡八浜村[2]に新聞・雑誌販売店として創業。
- 1910年（明治43年） - 玉野市に宇野支店を開店。
- 1959年（昭和34年）12月 - 岡山駅地下街店を開店。
- 1969年（昭和44年）08月 - 株式会社山田快進堂へ組織変更。
- 1994年（平成06年）05月 - 本の森セルバを開店。
- 2003年（平成15年）10月 - 岡山駅2Fピーチプラザ店（現・さんすて店）を開店。
- 2007年（平成19年）12月 - ジャスコ岡山店を開店。
- 2008年（平成20年）04月 - 岡山県官報販売所（有限会社有文堂）を引き継ぐ。
- 2009年（平成21年）08月 - 自治功労者善行表彰受賞。

## 店舗
玉野市
- 山田快進堂八浜店 - 玉野市八浜町八浜968
- 山田快進堂宇野店 - 玉野市築港1-12-19

岡山市
- 本の森セルバ西口店 - 	岡山市北区奉還町2-4-16
- 本の森セルバブランチ岡山北長瀬店 - 岡山市北区北長瀬表町2-17-80 ブランチ岡山北長瀬1F

### かつて存在した店舗
岡山市
- 山田書房（岡山駅地下三番街）
- 本の森セルバ（岡山会館）
- 本の森セルバピーチプラザ店[3]
- 本の森セルバスクエア店[4]
- 本の森セルバ岡山店 - 岡山市北区駅前町1-8-5ドレミの街5F[5][6]
- 本の森セルバ地下街店 - 岡山市北区駅元町1-1
- 本の森セルバジャスコ店 - 岡山市北区青江2-7-1イオン岡山店内
- 本の森セルバさんすて店 - 岡山市北区駅元町1-1-201岡山駅サンステーションテラス2F（2019年5月6日閉店）[7]
- 本の森セルバ岡山店 - 岡山市北区本町6-36 第一セントラルビル2F（2019年8月25日閉店）